# Howdah

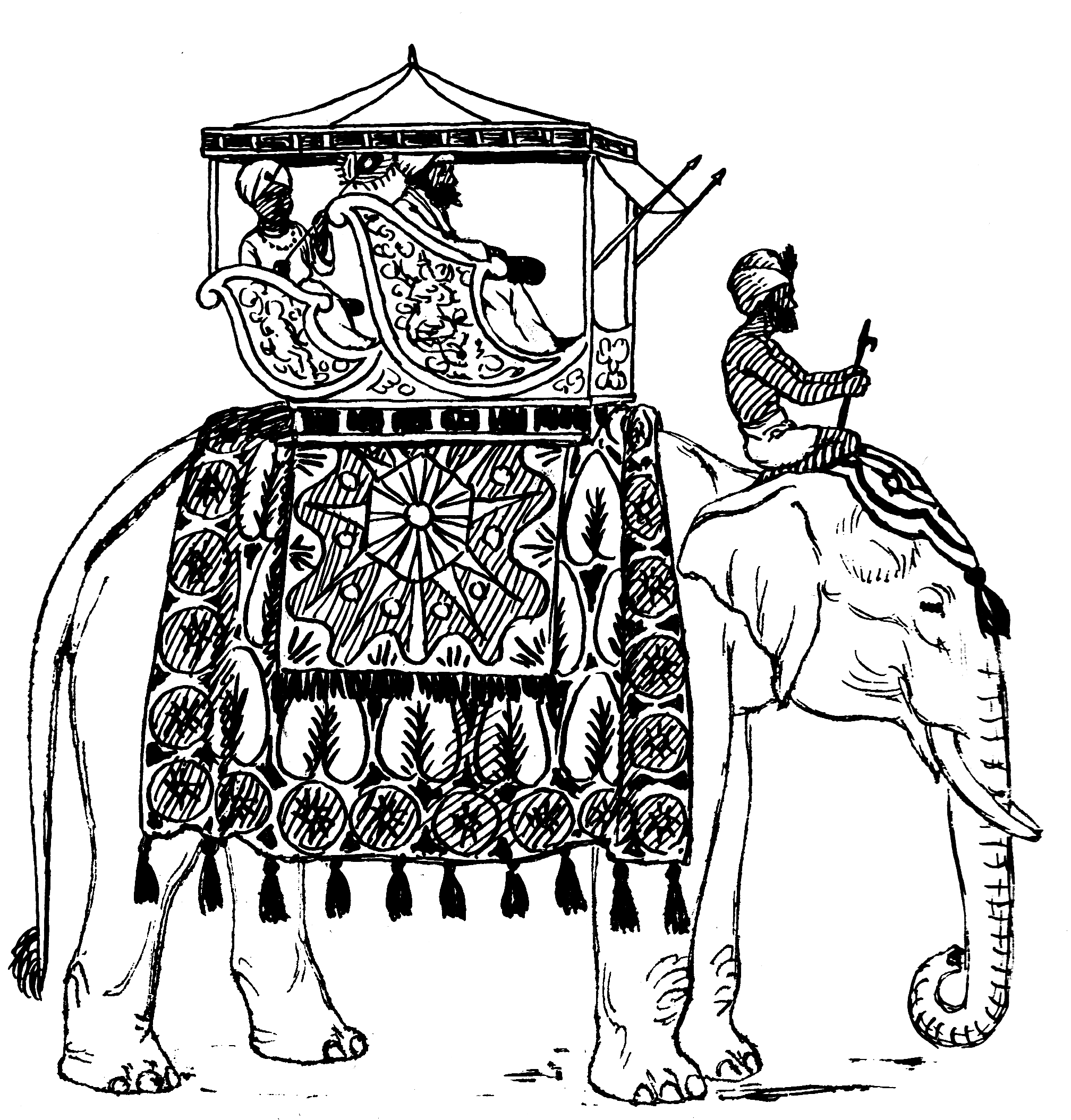
Elefant med howdah.

Howdah eller houdah (Hindi: हौदा haudā), som härstammar från arabiskans هودج (hawdaj), som betyder "säng buren av kamel", även känt som hathi howdah (हाथी हौदा), är en sorts bärstol placerat på en elefants rygg, eller mer sällan på ett annat bärdjur, som en kamel. Förr användes de mest av välbärgade personer, under jakt eller i krig. Howdahn var en symbol för makt och rikedom och var därför ofta dekorerade, ibland med värdefulla ädelstenar och liknande.

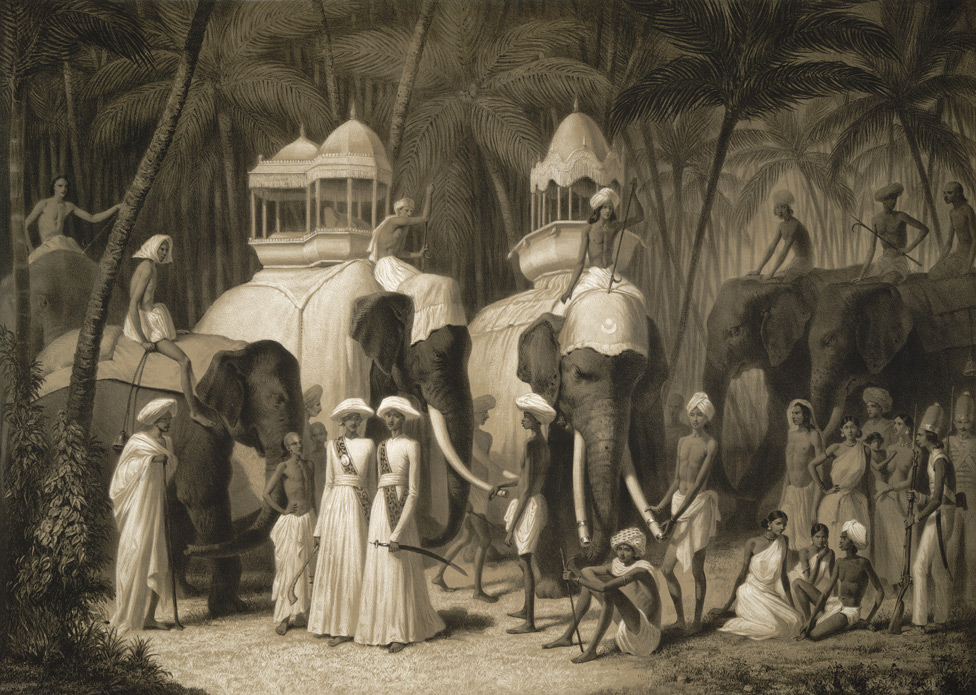
Två av Maharajan av Travancores elefanter med howdah, i maj 1841.

En av de mest kända är Maharajan av Travancores Gyllene Howdahn, som idag finns på Napiermuseet i Thiruvananthapuram, och som traditionellt användes vid elefantprocessionen Mysore Dasara.

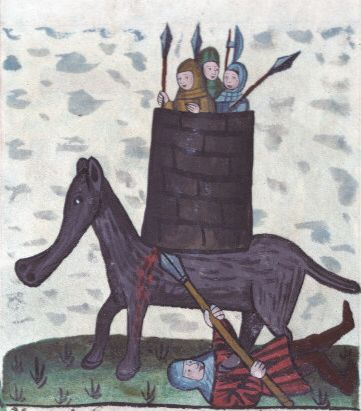
Illumination föreställande den mackabéiska prästen Eleasar, ur Speculum Humanae Salvationis - en variant av elefanten och slottet.

Idag användes howdahs mest inom turistnäringen och andra kommersiella sammanhang i Sydostasien och har där blivit djurrättsligt kontroversiella, då de kan skada elefantens ryggrad, lungor och andra inre organ, och i förlängningen förkorta djurets liv.
Under antiken blev elefanten känd i väst, främst genom berättelser om stridselefanter. Hur djuret faktiskt såg ut var det få som visste vilket resulterade i många fantasirika illustrationer. På samma sätt missförstods även howdahn som ofta avbildades som ett slottstorn eller en befästning, vilket i förlängningen blev till en symbol som ibland kallas elefanten och slottet: det vill säga en elefant som bär ett slott på ryggen och som kom att symbolisera styrka. Symbolen användes i Europa under de klassiska antiken, i England från 1200-talet och i Danmark sedan i varje fall 1600-talet.